# 少年秘密倶楽部
少年秘密倶楽部（しょうねんひみつくらぶ）は、日本の7人組の2.5次元アイドルグループ。女性による少年装アイドルである。

## 概要
2次元・3次元の世界で、幅広い活動を展開しているアイドルグループ。
バーチャルキャラクターではVtuberとして、実際のライブでは3次元のアイドルとしてライブ活動。
その根底にあるのは『不条理な世界の中でロックサウンドを駆使して人々に勇気を与える』というコンセプト。
世界に叛逆を起こすために集まった秘密結社の会員という設定で活動。
楽曲やパフォーマンスは、不条理な現実に対抗し、新たな未来を切り拓くという強い意志を象徴しているものが多い。
男装ユニット『風男塾』のメンバーとして2022年2月まで活動していた末吉咲子がプロデュースを務める新世代2.5次元アイドル。末吉咲子自身もメンバーとして参加。

## メンバー
| 名前   | Name     | 愛称       | 誕生日   | 年齢     | イメージカラー     | ブログ名               | 備考       |
| ------ | -------- | ---------- | -------- | -------- | ------------------ | ---------------------- | ---------- |
| 透     | TORU     | 透ちゃん   | 03月20日 | 推定17歳 | ロイヤルブルー     | 透と君の交換日記       | 末吉咲子   |
| オウガ | OUGA     |            | 07月23日 | 推定17歳 | 漢気ヴァイオレット | 俺達の記録。           | 和泉ユウリ |
| 愛一郎 | AIICHIRO | らぶりん   | 04月18日 | 推定16歳 | ラブリーピンク     | らぶりんしてみない？🎀 | 早川みゆき |
| ナツ   | NATSU    |            | 07月31日 | 推定15歳 | サンサンオレンジ   | なつのおもいで         | カヨン     |
| あゆむ | AYUMU    | あゆむちん | 05月12日 | 推定14歳 | フェアリーグリーン | あゆむの日記           | 蒼木美結   |
| タツキ | TATSUKI  |            | 04月24日 | 推定14歳 | パッションイエロー | ☆タツキんち☆           | YUUGA      |
| 白     | TSUGUMO  | つぐもん   | 09月30日 | 推定13歳 | 白                 | ツグモ。               | 天堂マリン |

舞台女優、レースクイーン、グラビアアイドル、ガールズバンド、ダンサー、DJなど様々な経歴を持つメンバーが活動している。
| 旧メンバー | 旧メンバー | 旧メンバー | 旧メンバー | 旧メンバー | 旧メンバー                 | 旧メンバー       | 旧メンバー     |
| ---------- | ---------- | ---------- | ---------- | ---------- | -------------------------- | ---------------- | -------------- |
| ヒカル     | HIKARU     |            | 06月21日   | 推定16歳   | 稲妻イエロー               | ヒカル⭐︎進化中卍 | なるかみまりん |
| ヤミ       | YAMI       | ヤミ様     | 04月25日   | 推定17歳   | ミステリアスヴァイオレット | †ﾔﾐ堕日記†       | タナベエミ     |

 その他 
- ローレル - 案内人の熊のぬいぐるみ

　声：真部小夜

## 来歴
2022年
- 3月、チタノタ企画主催の「新感覚2.5次元アイドルオーディション」が開催された。
- 6月11日、公式Twitterが始動開始。同時に同年8月5日にデビューライブを開催することを発表した。[2]
- 7月16日、デビュー曲の音源6曲を公式Youtubeチャンネル[3]に順次公開。
- 7月26日、公式グッズをBASE[4]にて販売開始した。
- 8月5日、デビューライブにて定期集会を行うことを発表した。
- 8月17日、公式TwitterにてBitfanでオフィシャルサイトとファンクラブを開設したことを報告した。[5]
- 9月1日、公式Twitterにて2D配信に向けてYoutubeでのライブ配信を行うことを報告した。[6]また、登録者1,000人&総再生2,500時間達成でライブ2D配信が解禁されることが発表された。
- 12月8日、OPENRECのTwitterにて「少年秘密倶楽部のシークレットタイム」を8回限定で配信することが告知された。[7]

2023年
- 2月10日、白金高輪SELENE b2にてハーフアニバーサリーワンマンを開催。
- 2月13日、池袋BOX in BOX THEATERにて、舞台『少年秘密倶楽部-零-』が4月27日から4月30日(全7st)まで公演されることが発表された。
- 2月21日、アドアーズ渋谷店にて、VRイベントが2月24日から3月27日まで行われることが発表された。
- 3月1日、原宿にて、かくれんぼスタンプラリーの開催が発表された。
- 4月1日、少年秘密倶楽部バトルライブ開催決定に伴い、対戦相手の募集が開始された。
- 4月7日、東京キネマ倶楽部にて8月10日「1st Anniversaryワンマンライブ」が開催されることが発表がされた。
- 7月29日、初めての北海道遠征9/30、10/1「LIVEPRO FESTIVAL2023」への参加が発表された。
- 8月6日、新メンバー、オウガ[OUGA]のビジュアルが公開された。
- 8月7日、新メンバー、タツキ[TATSUKI]のビジュアルが公開された。
- 9月5日、10/16～18に開催、初めての大阪遠征が発表された。
- 10月23日、楽曲「紅蓮の四季」のサブスクが解禁された。
- 12月9日、楽曲「Rise & shine」のサブスクが解禁された。

2024年
- 1月8日、楽曲「相思相愛理想郷」のサブスクが解禁された。
- 2月17日、グループ初となる3/23仙台遠征が発表された。
- 2月21日、萬劇場にて、舞台『少年秘密倶楽部-零-』が4月17日から4月21日まで公演されることが発表された。
- 3月19日、楽曲「Get out!」のサブスクが解禁された。
- 4月20日、舞台『少年秘密倶楽部-零-』公演時に7月3日から7月7日新宿村LIVEにて続編が公演されることが発表された。
- 7月3日、デビュー曲のアルバム「Aim The Freedom」がサブスクにて配信開始。
- 7月3日、新宿村LIVEにて、舞台『少年秘密倶楽部-壱-箱庭の自由』が7月3日から7月7日まで上演された。
- 7月3日、舞台『少年秘密倶楽部-壱-箱庭の自由』劇中にて新曲「Dystopia」が主題歌として公開された。
- 7月26日、新メンバー、ツグモ[TSUGUMO]の加入発表とビジュアルが公開された。

## 楽曲
オリジナル曲
| 曲名                   | MV                           | お披露目日 | 作詞          | その他                           |
| 曲名                   | MV                           | お披露目日 | 作曲          | その他                           |
| ---------------------- | ---------------------------- | ---------- | ------------- | -------------------------------- |
| 『戦烈のレジスタンス』 | 戦烈のレジスタンス - YouTube | 2022年8月  | wata harikemu | MV作成：MEME                     |
| 『戦烈のレジスタンス』 | 戦烈のレジスタンス - YouTube | 2022年8月  | miko          | MV作成：MEME                     |
| 『反撃のSign』         | 反撃のSign - YouTube         | 2022年8月  | kanayoshida   |                                  |
| 『反撃のSign』         | 反撃のSign - YouTube         | 2022年8月  | 盆子原唯一    |                                  |
| 『小さきもの』         | 小さきもの - YouTube         | 2022年8月  | ulala         |                                  |
| 『小さきもの』         | 小さきもの - YouTube         | 2022年8月  | Genya         |                                  |
| 『純情狂詩曲』         | 純情狂詩曲 - YouTube         | 2022年8月  | T.Yamada      |                                  |
| 『純情狂詩曲』         | 純情狂詩曲 - YouTube         | 2022年8月  | 盆子原唯一    |                                  |
| 『ハダカノオオサマ』   | ハダカノオオサマ - YouTube   | 2022年8月  | ulala         |                                  |
| 『ハダカノオオサマ』   | ハダカノオオサマ - YouTube   | 2022年8月  | wata harikemu |                                  |
| 『宇宙でイチバンの君』 | 宇宙でイチバンの君 - YouTube | 2022年8月  | kanayoshida   |                                  |
| 『宇宙でイチバンの君』 | 宇宙でイチバンの君 - YouTube | 2022年8月  | halsame       |                                  |
| 『自由の旗手』         |                              | 2022年11月 |               |                                  |
| 『自由の旗手』         |                              | 2022年11月 |               |                                  |
| 『Rise & shine』       | 配信サイト                   | 2023年4月  | Sunny.S       | 舞台「少年秘密倶楽部-零-」劇中歌 |
| 『Rise & shine』       | 配信サイト                   | 2023年4月  | Sunny.S       | 舞台「少年秘密倶楽部-零-」劇中歌 |
| 『紅蓮の四季』         | 配信サイト                   | 2023年8月  | Sunny.S       | 2023年10月23日サブスク公開       |
| 『紅蓮の四季』         | 配信サイト                   | 2023年8月  | Sunny.S       | 2023年10月23日サブスク公開       |
| 『相思相愛理想郷』     | 配信サイト                   | 2023年10月 |               | 2024年1月8日サブスク公開         |
| 『相思相愛理想郷』     | 配信サイト                   | 2023年10月 |               | 2024年1月8日サブスク公開         |
| 『Get out！』          | 配信サイト                   | 2024年2月  | kanayoshida   | 2024年3月19日サブスク公開        |
| 『Get out！』          | 配信サイト                   | 2024年2月  |               | 2024年3月19日サブスク公開        |
| 『Dystopia』           | リッリクビデオ               | 2024年7月  |               | 2024年7月14日リリック公開        |
| 『Dystopia』           | リッリクビデオ               | 2024年7月  |               | 2024年7月14日リリック公開        |

## ライブ・イベント

### ライブ
今後のライブやイベントについては公式サイトのスケジュールを参照。

#### 単独ライブ
| 2022年   | 2022年                 | 2022年            | 2022年 | 2022年           |
| 公演日   | 公演名                 | 会場              | 公演数 | 備考             |
| -------- | ---------------------- | ----------------- | ------ | ---------------- |
| 8月5日   | Aim The Freedom        | 白金高輪SELENE b2 | 1回    | デビューライブ   |
| 12月25日 | クリスマスライブin福岡 | 福岡ポケット      | 2回    | クリスマスライブ |
|          |                        |                   |        |                  |

| 2023年  | 2023年                                | 2023年            | 2023年 | 2023年      |
| 公演日  | 公演名                                | 会場              | 公演数 | 備考        |
| ------- | ------------------------------------- | ----------------- | ------ | ----------- |
| 1月15日 | 単独ライブin名古屋                    | Y-CITY HALL       | 2回    |             |
| 2月10日 | ハーフアニバーサリーワンマン          | 白金高輪SELENE b2 | 1回    |             |
| 8月10日 | 1st Anniversary Live ～Rise & shine～ | 東京キネマ倶楽部  | 1回    | 1周年ライブ |

| 2024年 | 2024年                       | 2024年        | 2024年 | 2024年      |
| 公演日 | 公演名                       | 会場          | 公演数 | 備考        |
| ------ | ---------------------------- | ------------- | ------ | ----------- |
| 8月5日 | 2nd Anniversary Live～革命～ | 渋谷Club Asia | 1回    | 2周年ライブ |

#### 定期集会
| 2022年 | 2022年   | 2022年                 | 2022年          |
|        | 公演日   | 会場                   | 備考            |
| ------ | -------- | ---------------------- | --------------- |
| 第1回  | 8月17日  | 高円寺HIGH             |                 |
| 第2回  | 8月25日  | 高円寺HIGH             |                 |
| 第3回  | 9月7日   | 高円寺HIGH             |                 |
| 第4回  | 9月15日  | 恵比寿CreAto           | 1曲のみ撮影可能 |
| 第5回  | 9月28日  | 高円寺HIGH             |                 |
| 第6回  | 10月4日  | 池袋AKビル(IKEMEM BOX) |                 |
| 第7回  | 10月11日 | 池袋AKビル(IKEMEM BOX) |                 |
| 第8回  | 10月31日 | 池袋AKビル(IKEMEM BOX) |                 |
| 第9回  | 11月10日 | 池袋AKビル(IKEMEM BOX) |                 |
| 第10回 | 11月21日 | チェルシーホテル       |                 |
| 第11回 | 12月1日  | チェルシーホテル       |                 |
| 第12回 | 12月8日  | チェルシーホテル       |                 |

| 2023年 | 2023年   | 2023年                 | 2023年                                    |
|        | 公演日   | 会場                   | 備考                                      |
| ------ | -------- | ---------------------- | ----------------------------------------- |
| 第13回 | 1月23日  | 池袋AKビル(IKEMEM BOX) |                                           |
| 第14回 | 2月14日  | 日本橋PACMAN           |                                           |
| 第15回 | 2月21日  | 池袋AKビル(IKEMEM BOX) | 撮影可能と声出しOK                        |
| 第16回 | 3月20日  | TwinBoxGARAGE          | 透の誕生日                                |
| 第17回 | 3月28日  | 池袋AKビル(IKEMEM BOX) | ヒカル最終公演                            |
| 第18回 | 4月6日   | 池袋AKビル(IKEMEM BOX) |                                           |
| 第19回 | 4月18日  | 池袋AKビル(IKEMEM BOX) |                                           |
| 第20回 | 4月25日  | 池袋AKビル(IKEMEM BOX) |                                           |
| 第21回 | 5月12日  | 日本橋PACMAN           |                                           |
| 第22回 | 5月17日  | TwinBoxGARAGE          |                                           |
| 第23回 | 5月22日  | TwinBoxGARAGE          | ヤミ最終公演                              |
| 第24回 | 6月6日   | 池袋AKビル(IKEMEM BOX) |                                           |
| 第25回 | 6月12日  | 大塚Deepa              | 対マンライブ「At'Random」                 |
| 第26回 | 6月18日  | 中目黒トライ           |                                           |
| 第27回 | 6月26日  | チェルシーホテル       | 対マンライブ「シノブ (お笑いコンビ)」     |
| 第28回 | 7月1日   | 中目黒トライ           |                                           |
| 第29回 | 7月9日   | 中目黒トライ           |                                           |
| 第30回 | 7月21日  | チェルシーホテル       |                                           |
| 第31回 | 7月31日  | 池袋AKビル(IKEMEM BOX) |                                           |
| 第32回 | 8月17日  | TwinBoxAKIHABARA       | タツキ&オウガ初定期                       |
| 第33回 | 8月22日  | 池袋AKビル(IKEMEM BOX) |                                           |
| 第34回 | 8月28日  | TwinBoxGARAGE          |                                           |
| 第35回 | 9月8日   | TwinBoxGARAGE          |                                           |
| 第36回 | 9月14日  | 池袋AKビル(IKEMEM BOX) |                                           |
| 第37回 | 9月20日  | TwinBoxGARAGE          | 対マンライブ「シネマンガ (お笑いコンビ)」 |
| 第38回 | 9月28日  | 池袋AKビル(IKEMEM BOX) |                                           |
| 第39回 | 10月11日 | 中目黒トライ           |                                           |
| 第40回 | 10月31日 | 中目黒トライ           |                                           |
| 第41回 | 11月9日  | 池袋AKビル(IKEMEM BOX) |                                           |
| 第42回 | 11月24日 | TwinBoxGARAGE          |                                           |
| 第43回 | 11月29日 | TwinBoxGARAGE          |                                           |
| 第44回 | 12月14日 | 池袋AKビル(IKEMEM BOX) |                                           |
| 第45回 | 12月28日 | 池袋AKビル(IKEMEM BOX) |                                           |

| 2024年 | 2024年  | 2024年                 | 2024年                       |
|        | 公演日  | 会場                   | 備考                         |
| ------ | ------- | ---------------------- | ---------------------------- |
| 第46回 | 1月6日  | 中目黒トライ           | 餅つき企画                   |
| 第47回 | 1月17日 | 池袋AKビル(IKEMEM BOX) |                              |
| 第48回 | 2月7日  | 中目黒トライ           | 節分企画                     |
| 第49回 | 2月28日 | TwinBoxGARAGE          | 対マンライブ「SAWAGE」透企画 |
| 第50回 | 3月14日 | 池袋AKビル(IKEMEM BOX) | 糸電話企画                   |
| 第51回 | 3月20日 | 中目黒トライ           | 対マンライブ「BlooMoon」     |
| 第52回 | 4月11日 | 新宿motion             | 愛一郎企画                   |
| 第53回 | 4月24日 | 新宿motion             | タツキ企画                   |
| 第54回 | 5月5日  | 新宿motion             |                              |
| 第55回 | 5月31日 | 新宿motion             |                              |
| 第56回 | 6月5日  | 新宿motion             |                              |
| 第57回 | 6月18日 | 新宿motion             |                              |
| 第58回 | 7月10日 | 新宿motion             |                              |
| 第59回 | 7月26日 | 新宿motion             | オウガ企画                   |
| 第60回 | 7月31日 | 新宿motion             | ナツ企画                     |
| 第61回 | 8月15日 | 四谷                   |                              |
| 第62回 | 8月21日 | 四谷                   |                              |
| 第63回 | 8月28日 | 中目黒トライ           |                              |
| 第64回 | 9月11日 |                        |                              |
| 第65回 | 9月25日 |                        |                              |
| 第66回 | 月日    |                        |                              |
| 第67回 | 月日    |                        |                              |

### 対バン・イベント
| 2022年   | 2022年                           | 2022年                       |
| -------- | -------------------------------- | ---------------------------- |
| 公演日   | タイトル                         | 会場                         |
| 8月8日   | 「Street ACT Live vol.1」        | 豊洲PIT                      |
| 8月13日  | 「緊急フリーイベント！」         | 新宿グラムシュタイン         |
| 9月4日   | 「V.I.P -vol.11-」               | 新宿ReNY                     |
| 10月15日 | 「V.I.P -vol.12-」               | 新宿ReNY                     |
| 10月19日 | 「LIVEリミット！」               | 新宿ReNY                     |
| 10月22日 | 「ミニライブ」                   | JOL原宿                      |
| 10月28日 | 「アイドルは嘘ついてる⁇ with T」 | 笑や                         |
| 11月5日  | 「JOL＊PLUS＋」                  | 原宿ベルエポック美容専門学校 |
| 11月12日 | 「ミニライブ」                   | JOL原宿                      |
| 11月19日 | 「JOL＊PLUS＋」                  | 原宿ベルエポック美容専門学校 |
| 12月17日 | 「ミニライブ」                   | JOL原宿                      |
| 12月24日 | 「GIRLSZONE」                    | 福岡ポケット                 |

| 2023年           | 2023年                                                | 2023年                                                                |
| ---------------- | ----------------------------------------------------- | --------------------------------------------------------------------- |
| 公演日           | タイトル                                              | 会場                                                                  |
| 1月7日           | 「JOL＊PLUS＋」                                       | 原宿ベルエポック美容専門学校                                          |
| 1月28日          | 「ミニライブ」                                        | JOL原宿                                                               |
| 2月24日～3月27日 | 「少年秘密倶楽部3DVR」                                | アドアーズ渋谷店                                                      |
| 2月26日          | 「僕だけの天使-ひろげててんしのわ」                   | J-SQUARE                                                              |
| 3月4日           | 「かくれんぼスタンプラリー」                          | 原宿周辺                                                              |
| 3月4日           | 「トークライブ」                                      | JOL原宿                                                               |
| 3月11日          | 「かくれんぼスタンプラリー」                          | 原宿周辺                                                              |
| 3月11日          | 「トークライブ」                                      | JOL原宿                                                               |
| 3月14日          | 「ホワイトデートークイベント」                        | 渋谷某所                                                              |
| 5月27日          | 「僕だけの天使-ひろげててんしのわ」                   | J-SQUARE                                                              |
| 6月10日          | 「横浜アイドルフェスティバル-YIF-」                   | Yokohama mint hall                                                    |
| 6月18日          | 「JOL＊PLUS＋」                                       | 原宿ベルエポック美容専門学校                                          |
| 7月16日          | 「X-Euphoria」                                        | 名古屋SOUND SPACE DIVA                                                |
| 7月17日          | 「Zephyr idol Live」                                  | 名古屋錦Zephyr Hall                                                   |
| 8月 5日          | 「ミニライブ」                                        | JOL原宿                                                               |
| 9月30日～10月1日 | 「LIVEPRO FESTIVAL 2023」                             | ZeppSapporo/ZEUS Sapporo/札幌PARCO屋上ステージ（Sky）/Riviera Sapporo |
| 10月16日         | 「♂フェス」                                           | 心斎橋FANJ                                                            |
| 10月17日         | 「鎮魂祭-DAY1-」supported by Red Bull ~MEN's EDITION~ | アメリカ村FANJ twice                                                  |
| 10月18日         | 「♂フェス」                                           | SOUND NOTE OSAKA                                                      |
| *11月12日        | 「僕だけの天使-ひろげててんしのわ」                   | J-SQUARE                                                              |
| 12月10日         | 「iDoLFes.Vol.204」                                   | 池袋AK                                                                |
| 12月17日         | 「iDoLFes.Vol.205」                                   | 池袋AK                                                                |

2024年
- 1月5日「胸♡キュン無銭FES vol.52」 会場:GOTANDA G2
- 1月6日「しょうらぶ餅つき大会」 会場:中目黒トライ
- 1月14日「iDoLFes.Vol.208」 会場:池袋AKビル
- 1月19日「胸♡キュン無銭FES vol.53」 会場:GOTANDA G2
- 1月21日「iDoLFes.Vol.210」 会場:GARDEN新木場FACTORY
- 1月27日「♂フェス in 大須」 会場:静かな海
- 1月28日「♂フェス in 静岡」 会場:SOUND SHOWER ark 清水
- 2月6日「メンラボ Vol.6」 会場:赤羽ReNY alpha
- 2月10日「押忍フェス」 会場:あべのROCKTOWN
- 2月11日「押忍フェス in 神戸」 会場:三宮CASH BOX
- 2月12日「いつでもDreamin!'〜 vol.5」 会場:心斎橋FANJ
- 3月1日「胸♡キュン無銭FES vol.55」 会場:GOTANDA G2
- 3月23日「仙台.オタク.大作戦」 会場:live studio ripple
- 3月24日「STELLAθ×少年秘密倶楽部」 会場:CBC1スタホール
- 3月26日「500円だよ！もってけドロボー」 会場:池袋リヴォイス
- 4月7日「じぇじぇじぇ無銭LIVE Vol.5」 会場:品川J-SQUARE
- 4月7日「つなげててんしのわ Vol.5」 会場:品川J-SQUARE
- 4月29日「MAKAInal FES 2024 HAPPY EASTER」 会場:日本丸メモリアルパーク
- 5月1日「トピパ＃9」 会場:渋谷Star lounge
- 5月6日「らんなーずはい-vol.7-」 会場:渋谷Star lounge
- 5月8日「LiAR×LiAR」 会場:S.U.B TOKYO
- 5月11日「ドイツ村メンズフリーフェス」 会場:東京ドイツ村
- 5月13日「シンセレmimi 2024」 会場:渋谷Star lounge
- 5月19日「有明ガーデンMen`sイベント」 会場:有明ガーデン
- 5月27日「楽遊BOYSフェス」 会場:新宿Key Studio
- 6月8日「Prince Pleasure Party」 会場:SHIBUYA PLEASURE PLEASURE
- 6月10日「メンラボ Vol.10」 会場:赤羽ReNY alpha
- 6月15日「Critical Attack 12」 会場:大塚HeartsNEXT
- 6月21日「胸♡キュン無銭FES vol.58」 会場:GOTANDA G2
- 6月30日「Too Leap Bunny 1st Anniversary Live」 会場:下北沢ReG
- 7月13日「押忍フェス」 会場:あべのROCKTOWN
- 7月14日「押忍フェス〜HOTTER THAN JULY〜」 会場:ナンバーゲート
- 7月15日「押忍フェス in 広島」 会場:Cafe & Bar & goodmusic Yise
- 7月22日「FULL OUT!!」 会場:SHIBUYA DESEO
- 7月26日「iDoLFes.」 会場:MAGNET by SHIBUYA 109
- 7月29日「シンセレ2024」会場:赤羽ReNY alpha
- 8月11日「iDoLFes.」 会場:MAGNET by SHIBUYA109
- 8月19日「シンセレ2024」 会場:新宿ReNY
- 8月25日「MAKAInaluFES」 会場:日本丸メモリアルパーク

### 対マン企画
2023年
6月12日「少年秘密倶楽部 vs At'Random」会場:大塚Deepa

6月22日「少年秘密倶楽部 vs われらがプワプワプーワプワ」会場:TwinBoxGARAGE

6月26日「少年秘密倶楽部 vs シノブ（吉本興業）」会場:	渋谷チェルシーホテル

9月20日「少年秘密倶楽部 vs シネマンガ（吉本興業）」会場:TwinBoxGARAGE

2024年
2月28日「少年秘密倶楽部 vs SAWAGE」会場:TwinBoxGARAGE

3月20日「少年秘密倶楽部 vs BlooMoon」会場:中目黒トライ

7月10日「少年秘密倶楽部 vs  嘘吐Grimms。」会場:新宿moiton

## 公演作品

### 舞台『少年秘密倶楽部-零-』
```
公演日: 2023年4月27日(木)〜4月30日(日)
[
8
]

会場: 
シアターグリーン
 BOX in BOX THEATER
[
8
]

「少年秘密倶楽部」が誕生するまでの少年たちの絆と夢の物語を舞台化
[
9
]
```

```
《再演》
公演日: 2024年4月17日(水)〜4月21日(日)
[
10
]

会場: 
萬劇場
```

### 舞台『少年秘密倶楽部［壱］〜箱庭の自由〜』
```
公演日: 2024年7月3日(木)〜7月7日(日)
会場: 
新宿村LIVE
```

## 出演

### 【舞台】
2023年
舞台『少年秘密倶楽部-零-』（4月27日〜4月30日　BOX in BOX THEATER）
2024年
舞台『少年秘密倶楽部-零-再演』（4月17日〜4月21日　萬劇場）

舞台『少年秘密倶楽部［壱］〜箱庭の自由〜』（7月3日〜7月7日　新宿村LIVE）

### 【ラジオ】
2022年
9月17日〜、「もしかして どぶろっくだけど⁉︎」熊本放送・栃木放送・九州朝日放送・福井放送・高知放送・四国放送
2023年
6月11日〜、「もしかして どぶろっくだけど⁉︎」九州朝日放送・福井放送・高知放送・四国放送

### 【3DVR】
少年秘密倶楽部の3DVR映像を楽しめる専用ブースがアドアーズ渋谷店の3階フロア設置された。

| 3DVR 第一弾 2023年2月24日～3月27日 | 3DVR 第一弾 2023年2月24日～3月27日 |
| No.                                | タイトル                           |
| ---------------------------------- | ---------------------------------- |
| 《Vol.1》                          | バックステージ招待                 |
| 《Vol.2》                          | 恋の7秒ルール                      |
| 《Vol.3》                          | はい、あーんして                   |
| 《Vol.4》                          | これからもよろしく！               |

| 3DVR 第弐弾 2023年8月18日～9月14日 | 3DVR 第弐弾 2023年8月18日～9月14日 |
| No.                                | タイトル                           |
| ---------------------------------- | ---------------------------------- |
| 《Vol.1》                          | 1st Anniversary Liveへようこそ！   |
| 《Vol.2》                          | 7人目のメンバーとなって楽しもう！  |
| 《Vol.3》                          | あゆむ先生の「あーんして」教室     |
| 《Vol.4》                          | シン・少年秘密倶楽部始動！         |
| 《Vol.5》                          | キメ顔(恋のキメポーズ)選手権       |
| 《Vol.6》                          | あゆむ＆愛一郎の3DVR               |
| 《Vol.7》                          | Vol.1～Vol.6 未公開シーン集        |
| 《Vol.8》                          | ありがとう「愛してるよ」           |

### 【配信】
Youtube強化月間
2D配信に向けてYoutubeでのライブ配信
| 2022年    | 2022年        | 2022年                                                 | 2022年                                                          |
| 配信日    | メンバー      | 配信URL                                                | 備考                                                            |
| --------- | ------------- | ------------------------------------------------------ | --------------------------------------------------------------- |
| 09月01日  | 愛一郎 透     | 【YouTube強化月間配信】第1回：愛一郎・透 - YouTube     | 配信当時は機材トラブルのため 公式ファンサイト内で配信を行った。 |
| 09月03日  | ヒカル ナツ   | 【YouTube強化月間配信】第2回：ヒカル・ナツ - YouTube   |                                                                 |
| 09月05日  | 透 ナツ       | 【YouTube強化月間配信】第3回：透・ナツ - YouTube       |                                                                 |
| 09月06日  | ヤミ ヒカル   | 【YouTube強化月間配信】第４回：ヤミ・ヒカル - YouTube  |                                                                 |
| 09月08日  | ヤミ あゆむ   | 【YouTube強化月間配信】第5回：ヤミ・あゆむ - YouTube   | 26分53秒頃から”通りがかり”に青色担当の透が出演。                |
| 09月010日 | 透 ヒカル     | 【YouTube強化月間配信】第6回：透・ヒカル - YouTube     |                                                                 |
| 09月012日 | 愛一郎 あゆむ | 【YouTube強化月間配信】第7回：愛一郎・あゆむ - YouTube |                                                                 |
| 09月014日 | 愛一郎 ヤミ   | 【YouTube強化月間配信】第7回：愛一郎・ヤミ - YouTube   |                                                                 |
| 09月016日 | あゆむ ナツ   | 【YouTube強化月間配信】第9回：あゆむ・ナツ - YouTube   |                                                                 |
| 09月018日 | ヒカル ナツ   |                                                        |                                                                 |
| 09月019日 | 透 ヤミ       |                                                        |                                                                 |
| 09月022日 | ヒカル あゆむ |                                                        |                                                                 |
| 09月023日 | 愛一郎 ナツ   |                                                        |                                                                 |
| 09月025日 | 愛一郎 ヒカル |                                                        |                                                                 |
| 09月026日 | ヤミ ナツ     |                                                        |                                                                 |
| 09月029日 | 愛一郎 ヤミ   |                                                        |                                                                 |
| 09月030日 | 透 あゆむ     |                                                        |                                                                 |
|           |               |                                                        |                                                                 |